# Horst Bartels

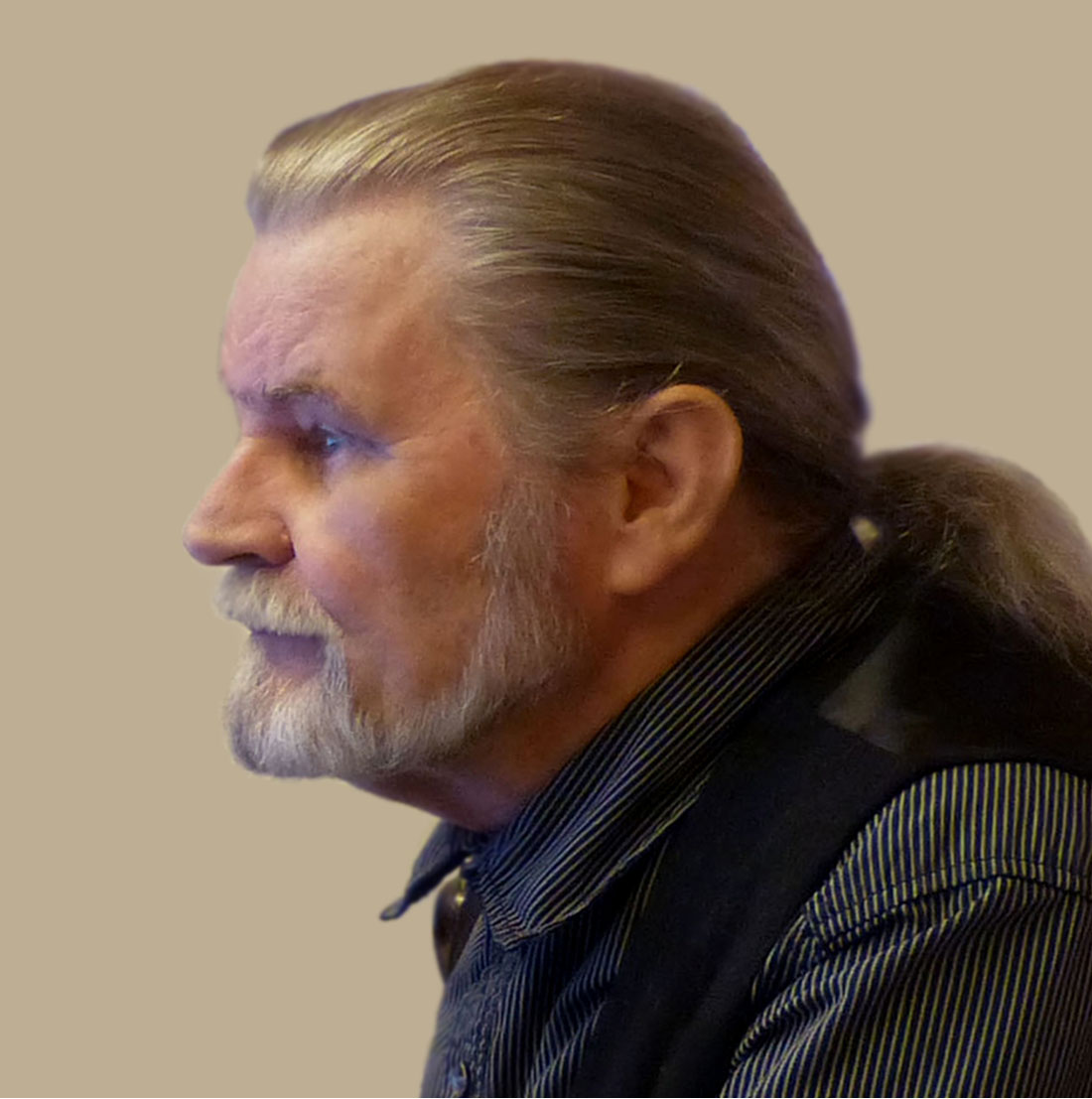
Horst Bartels (2024)

Horst Bartels (* 3. August 1941 in Haldensleben) ist ein deutscher Maler, Bildhauer und Glasdesigner. Er ist der jüngere Bruder des Genealogen Kurt Friedrich Otto Bartels (* 20. März 1940 in Haldensleben).

## Leben

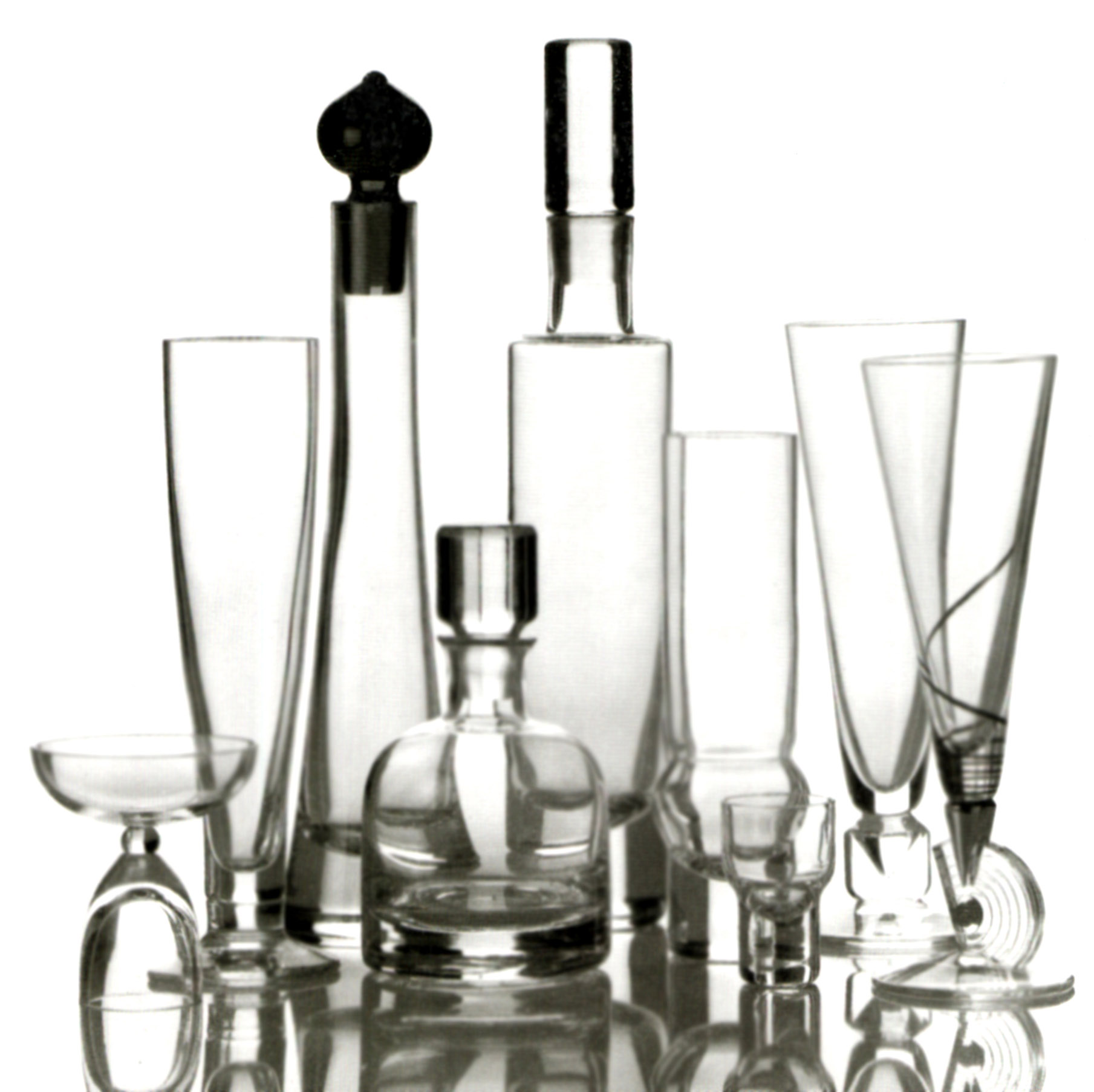
Trinkgläser von Horst Bartels

Nach der Ausbildung zum Porzellanmaler (1955–1959) wurde er Zeitsoldat bei der Bundesmarine und zum Krankenpfleger ausgebildet. Mit dieser Ausbildung heuerte er bei der Hamburg-Atlantic-Linie an und machte von 1962 bis 1965 Weltreisen auf dem Passagierschiff T.S. Hanseatic.
1965 begann er eine Tätigkeit als Leiter des Designstudios und Chefdesigner in der Firma Rastal in Höhr-Grenzhausen. Er gestaltete Exklusiv- und Gebrauchsgläser für internationale Marken. Er erhielt für seine Kreationen bedeutende Auszeichnungen im In- und Ausland.
In der Künstlergruppe „Objekte 71“, deren Mitbegründer Horst Bartels ist, übernahm er die Rolle des Organisators und Sprechers. Der Umzug der Familie nach Hilgert erfolgte 1973.  Dort etablierte er 1980 sein eigenes Atelier für freie und angewandte Kunst. In den Jahren von 1985 bis 1991 hatte Bartels Lehraufträge für Kunst und Design an der Fachschule im Keramischen Zentrum in Höhr-Grenzhausen. Seine Karriere als Chefdesigner endete schließlich im Jahr 2001 nach 36 Jahren.
Bartels ist verheiratet. Das Paar hat zwei Kinder.

## Auszeichnungen (Auswahl)
Horst Bartels wird mehrfach ausgezeichnet mit dem IF Industrie Forum Design, vom Design Center Stuttgart, mit dem red dot award und dem FORM Designpreis. Außerdem wurde er in den Jahren 1985 bis 1998 sechsmal mit dem New Glass des Corning Museum of Glass, New York, als einer der besten hundert Designer der Welt ausgezeichnet. Er erhielt außerdem zweimal den Designpreis Rheinland-Pfalz.
- 1981 – IF Industrie Forum Design[4], Rustikus Pokal Biergläser

- 1983 – IF Industrie Forum Design[5], Highland Whisky-Set

- 1983 – IF Industrie Forum Design[6], Classic Sektflöte

- 1986 – IF Industrie Forum Design[7], Adagio Weingläser

- 1989 – IF Industrie Forum Design[8], Highline Spirituosen-Set

- 1985 – Corning Museum of Glass[9], New York, Antaris Pilstulpen

- 1989 – Corning Museum of Glass[10], New York, Rogaland Spirituosen-Set

- 1993 – Corning Museum of Glass[11], New York, Lovely Animals Trinkhörner

- 1996 – Corning Museum of Glass[12], New York, Space, Galaxy, Sonic Pilstulpen

- 1997 – Corning Museum of Glass[13], New York, Duo Arrogance, Spirituosen-Set

- 1998 – Corning Museum of Glass[14], New York, Sägefisch, Sektglas

- 1982 – Design Center Stuttgart, Katalogseite 182[15], Auszeichnung für Weizenbierglas „Alte Weiße“[16]
- 1984 – Design Center Stuttgart, Katalogseite 182[17], Auszeichnung für Spirituosenset „Tundra“[18]
- 1985 – Design Center Stuttgart, Katalogseite 186[19], Auszeichnung für Wodka-Set „Taiga klar“[20]
- 1986 – Design Center Stuttgart, Katalogseite 182[21], Auszeichnung für Kelchglas – Serie „Sonate“[22]
- 1988 – Design Center Stuttgart, Auszeichnung für Becherserie „Düsseldorf“[23]

- 1983 – Internationale Frankfurter Herbstmesse FORM `83, Ausgewählt für die Sonderschau Form aus Handwerk und Industrie[24]
- 1986 – Internationale Frankfurter Herbstmesse FORM `86, Ausgewählt für die Sonderschau Form aus Handwerk und Industrie[25]
- 1990 – Internationale Frankfurter Herbstmesse FORM `90, Ausgewählt für die Sonderschau Form aus Handwerk und Industrie[26]
- 1992 – Internationale Frankfurter Herbstmesse FORM `92, Ausgewählt für die Sonderschau Form aus Handwerk und Industrie[27]

- 1994 Designpreis Rheinland-Pfalz[28][29][30], Urkunde für „Karaffen-Set Twist“[31]
- 1997 Designpreis Rheinland-Pfalz[32][33], Urkunde für „Weinpokale Rheinland-Pfalz“[34]

## Ehrungen
- 2000: Verleihung der Ehrennadel des Landes Rheinland-Pfalz durch Ministerpräsident Kurt Beck[35], Gratulation vom Landrat Peter Paul Weinert[36], Gratulation und Überreichung vom Staatssekretär Joachim Hofmann-Göttig[37], für langjährige ehrenamtliche Tätigkeit und herausragende Leistungen im Glasdesign mit nationaler und internationaler Anerkennung

- 2004: Verleihung des Ehrentellers der Ortsgemeinde Hilgert[38][39]
- 2023: Verdienstkreuz am Bande des Verdienstordens der Bundesrepublik Deutschland[40][41]

## Aufnahme in Museen
- 1985 – New York, Corning Museum of Glass[42][43], Aufnahme mit „Antaris Pilsstulpen“ in die ständige Collection „Glas des 20. Jahrhunderts“

- 1985 – München, Kunstareal München, Die Neue Sammlung[44], Aufnahme mit Spirituosenset „Tundra“, Dauerausstellung
- 1990 – Berlin, Staatliche Museen zu Berlin, Kunstgewerbemuseum Berlin[45], Aufnahme mit Becher „Java“ und Spirituosenset „Highline“, Dauerausstellung
- 1993 – Hamburg, Museum für Kunst und Gewerbe[46], Aufnahme mit Weinglasserie „Adagio“, Ausstellung in Shanghai

## Schriften
- Horst Bartels: Zeitträume: Gedanken und Bilder[47][48][49]. Arfeller, Montabaur 1991, ISBN 978-3-9801980-2-8